# Urząd Komunikacji Elektronicznej
Urząd Komunikacji Elektronicznej (UKE) – urząd administracji rządowej, obsługujący Prezesa Urzędu Komunikacji Elektronicznej, będącego organem regulacyjnym w dziedzinie rynku usług telekomunikacyjnych i pocztowych.
UKE zastąpił działający wcześniej Urząd Regulacji Telekomunikacji i Poczty, którego z kolei poprzednikiem był Urząd Regulacji Telekomunikacji. Działające do 2000 r. Państwowa Agencja Radiokomunikacyjna oraz Państwowa Inspekcja Telekomunikacyjna i Pocztowa nie były organami regulacyjnymi, a jedynie pełniły funkcje kontrolne.

## Historia[6]
Prezes Urzędu Komunikacji Elektronicznej (Prezes UKE) jako centralny organ administracji rządowej został ustanowiony z dniem 14 stycznia 2006 r. – na mocy ustawy z dnia 29 grudnia 2005 r. o przekształceniach i zmianach w podziale zadań i kompetencji organów państwowych właściwych w sprawach łączności, radiofonii i telewizji (Dz.U. z 30 grudnia 2005 r. Nr 267, poz. 2258). Ustawa określiła zasady przeniesienia zadań i kompetencji organów państwowych w sprawach łączności, radiofonii i telewizji oraz reguluje zasady, zakres i tryb przekształceń w administracji łączności.
Od dnia 14 stycznia 2006 r. obowiązki Prezesa UKE pełniła Anna Streżyńska (będąc jednocześnie wiceministrem odpowiedzialnym za łączność), a z dniem 8 maja 2006 r. powołana została przez Premiera RP na stanowisko Prezesa UKE. W styczniu 2012 r. na tym stanowisku zastąpiła ją Magdalena Gaj, która na początku lipca 2016 r. została odwołana z zajmowanego stanowiska w związku ze złożoną rezygnacją. Dnia 14 września 2016 r. Sejm RP, za zgodą Senatu RP wyrażoną w dniu 22 września 2016 r. na stanowisko Prezesa UKE powołał Marcina Cichego.

## Zadania
Do zakresu działania Prezesa UKE przeszły wszystkie dotychczasowe zadania i kompetencje Prezesa URTiP, a także niektóre kompetencje Przewodniczącego Krajowej Rady Radiofonii i Telewizji (KRRiT). Zadania przejęte z KRRiT obejmują w szczególności sprawy związane z:
- rezerwacją częstotliwości na cele rozpowszechniania lub rozprowadzania programów radiofonicznych lub telewizyjnych (w porozumieniu z Przewodniczącym KRRiT),
- przeprowadzaniem konkursu na rezerwacje częstotliwości na cele rozprowadzania programów radiofonicznych lub telewizyjnych w sposób cyfrowy,
- prowadzeniem rejestru przedsiębiorców telekomunikacyjnych w zakresie dostarczania systemów dostępu warunkowego, elektronicznych przewodników po programach i multipleksowania sygnałów cyfrowych,
- analizą rynków właściwych oraz nakładaniem, utrzymywaniem, zmianą lub znoszeniem obowiązków regulacyjnych w stosunku do przedsiębiorców telekomunikacyjnych w zakresie dostarczania systemów dostępu warunkowego, elektronicznych przewodników po programach i multipleksowania sygnałów cyfrowych.

Nadzór nad Prezesem UKE sprawuje minister właściwy ds. informatyzacji (obecnie Minister Cyfryzacji).
Prezesa UKE powołuje i odwołuje Sejm na wniosek Prezesa Rady Ministrów (do maja 2020 kompetencje do wyrażania zgody na powołanie i odwołanie Prezesa UKE miał również Senat). Kadencja Prezesa UKE trwa 5 lat.
Do zadań Prezesa UKE należy m.in. (oprócz wymienionych wcześniej):
- regulacja, analiza i kontrola rynku telekomunikacyjnego,
- regulacja i kontrola widma częstotliwości,
- regulacja z zakresu numeracji telefonicznej,
- regulacja i kontrola z zakresu kompatybilności elektromagnetycznej,
- regulacja, analiza i kontrola rynku pocztowego.

## Struktura
W skład UKE wchodzą następujące komórki organizacyjne:
- Biuro Administracji

- Biuro Dyrektora Generalnego
- Biuro Finansów
- Biuro Informatyki
- Departament Bezpieczeństwa
- Departament Częstotliwości
- Departament Infrastruktury
- Departament Kontroli
- Departament Polityki Konsumenckiej
- Departament Prawny
- Departament Regulacji
- Departament Rynku Pocztowego
- Departament Spraw Zagranicznych
- Departament Strategii i Analiz
- Departament Techniki

UKE posiada 15 delegatur terenowych (w każdym województwie) kierowanych przez dyrektorów.
Przy Prezesie UKE działały przed 12 września 2018 r stałe polubowne sądy konsumenckie rozpatrujące spory o prawa majątkowe wynikłe:
- z umów o świadczenie usług telekomunikacyjnych w tym o zapewnienie przyłączenia do publicznej sieci telekomunikacyjnej (np. zawyżona faktura, wyłączenie telefonu),
- z umów o świadczenie usług pocztowych (np. przesyłka pocztowa nie została doręczona).

10 maja Sejm przyjął nowelizację Prawa telekomunikacyjnego. Nowelizacja zlikwidowała stały polubowny sąd konsumencki przy Prezesie UKE i zastąpiła go funkcjonującym już wcześniej pozasądowym rozwiązywaniem sporów konsumenckich (ADR).

### Prezesi UKE
- Anna Streżyńska od 8 maja 2006 do 26 stycznia 2012 (od 14 stycznia 2006 pełniła obowiązki Prezesa UKE)
- Magdalena Gaj od 27 stycznia 2012[16] do 7 lipca 2016[17]
- Marcin Cichy od 14 września 2016[18] do 30 maja 2020
- Jacek Oko od 18 września 2020[19]

### Kierownictwo
- Jacek Oko – prezes od 18 września 2020
- Krzysztof Dyl – zastępca prezesa od 25 lutego 2016
- Karol Krzywicki – zastępca prezesa od 15 lutego 2017

## Budżet, zatrudnienie i wynagrodzenia
Wydatki i dochody Urzędu Komunikacji Elektronicznej są realizowane w części 76 budżetu państwa. Główne źródło dochodów Urzędu stanowią środki za rezerwacje częstotliwości oraz wpływy z opłat za koncesje telekomunikacyjne UMTS.
W 2017 wydatki UKE wyniosły 95,91 mln zł, a dochody 775,29 mln zł. Przeciętne zatrudnienie w przeliczeniu na pełne etaty wyniosło 589 osób, a średnie miesięczne wynagrodzenie brutto 6859 zł.
W ustawie budżetowej na 2018 wydatki Urzędu zaplanowano w wysokości 114,92 mln zł, a dochody 741,86 mln zł.

## Krytyka

### Komisja Europejska
Komisja Europejska kilka razy wzywała UKE do obniżenia stawek za zakończenie połączenia w sieci komórkowej pobieranych przez Play, wyższych niż u innych operatorów. Żądała, aby Urząd szybko obniżył pobierane przez Play stawki MTR i uzależnił je od faktycznych kosztów ponoszonych przez operatora, głównie na opóźnione inwestycje infrastruktury. Na to żądanie UKE nie zmienił swojej decyzji, ale zobowiązał się na stopniowe obniżanie stawek dla Play, by 1 stycznia 2013 roku osiągnęły one ten sam poziom co w przypadku konkurencyjnych sieci telefonii komórkowej.

### Kontrowersje związane z powołaniem pierwszego Prezesa UKE
W latach 2006–2007 Telekomunikacja Polska kwestionowała legalność powołania Anny Streżyńskiej na stanowisko Prezesa UKE w maju 2006 roku i tym samym legalność decyzji regulacyjnych wydawanych przez ten organ.
Ustawą z dnia 29 grudnia 2005 roku – o przekształceniach i zmianach w podziale zadań i kompetencji organów państwowych w sprawach łączności, radiofonii i telewizji (Dz.U. Nr 267, póz. 2258), w miejsce dotychczasowego organu: Prezesa Urzędu Regulacji Telekomunikacji i Poczty, utworzono centralny organ administracji – Prezesa Urzędu Komunikacji Elektronicznej. Na podstawie art. 13 pkt 23 tej ustawy zmieniony został art. 190 ustawy z dnia 16 lipca 2004 r. – Prawo telekomunikacyjne (Dz. U nr 171 póz. 1800, ze zm.), a w konsekwencji ustalony został tryb powoływania Prezesa UKE. Zgodnie z nowym brzmieniem tego artykułu: „Prezesa UKE powołuje i odwołuje Prezes Rady Ministrów spośród trzech zaproponowanych kandydatów przez Krajową Radę Radiofonii i Telewizji. Kadencja Prezesa UKE trwa 5 lat".
W związku z tym, Telekomunikacja Polska stała na stanowisku, że Prezes Rady Ministrów ma obowiązek powołać na stanowisko Prezesa UKE jednego z trzech kandydatów wskazanych przez KRRiT i nie ma kompetencji do obsadzenia na tym stanowisku osoby spoza tego grona. Tymczasem, Prezes Rady Ministrów powołując w dniu 8 maja 2006 roku Annę Streżyńską na stanowisko Prezesa UKE, która nie została wskazana przez KRRiT podał jako podstawę prawną art. 22 Ustawy z dnia 29 grudnia 2005 roku, który stanowi, że „1. Krajowa Rada Radiofonii i Telewizji – niezwłocznie po powołaniu jej nowych członków – zaproponuje Prezesowi Rady Ministrów trzech kandydatów na stanowisko Prezesa Urzędu Komunikacji Elektronicznej. 2.Prezes Rady Ministrów po zaproponowaniu przez Krajową Radę Radiofonii i Telewizji trzech kandydatów powoła osobę, która obejmie stanowisko Prezesa Urzędu Komunikacji Elektronicznej" Artykuł ten nie zawiera zapisu, który wprost wskazywałby, że Prezes UKE jest powoływany spośród kandydatów zaproponowanych przez KRRiT. Prezes Rady Ministrów stał na stanowisku, iż w sytuacji, gdy Prezes UKE jest powoływany po raz pierwszy po utworzeniu tego urzędu, to wówczas art. 22 stanowi samodzielną podstawę jego powołania, a stosowanie art. 190 ustawy Prawo telekomunikacyjne jest w takiej sytuacji wyłączone. Taką interpretację uzasadnia wspomniany fakt, iż w art. 22 nie zawiera zapisu wprost wskazującego, że Prezes UKE jest powoływany spośród kandydatów KRRiT. To z kolei miałoby oznaczać, że propozycja kandydatur zgłoszona przez KRRiT nie ma charakteru wiążącego, a w konsekwencji Prezes Rady Ministrów może powołać na stanowisko Prezesa UKE dowolnie wybraną przez siebie osobę. Przy takim założeniu art. 190 ustawy Prawo telekomunikacyjne znajdowałby zastosowanie dopiero przy powoływaniu kolejnych prezesów UKE.
Zdaniem TP taką interpretację należy uznać za niesłuszną. Według niej art. 22 ustawy z dnia 29 grudnia 2005 roku nie ustanawia samodzielnego trybu powoływania po raz pierwszy Prezesa UKE i nie zwalnia Prezesa Rady Ministrów z obowiązku stosowania w tym przypadku znowelizowanego art. 190 ustawy Prawo telekomunikacyjne, a intencją prowadzenia art. 22 było wskazanie, iż z wyborem Prezesa UKE należy się wstrzymać do czasu powołania nowych członków Krajowej Rady Radiofonii i Telewizji. Artykuł 22 jest przepisem o charakterze technicznym i miał za zadanie uregulować kolejność działań podejmowanych przy wyborze Prezesa UKE w związku z wygaśnięciem kadencji dotychczasowych członków KRRiT: w pierwszej kolejności należało powołać nowych członków KRRiT, następnie nowo wybrana KRRiT miała zaproponować trzech kandydatów na Prezesa UKE, a dopiero po zaproponowaniu kandydatów przez KRRiT Prezes Rady Ministrów mógł powołać Prezesa UKE. Zdaniem TP, gdyby intencją ustawodawcy było wyłączenie stosowania art. 190 Ustawy Prawo telekomunikacyjne przy powoływaniu Prezesa UKE po raz pierwszy, powinno to wynikać wprost z zapisu ustawy. Takiego wyłączenia w art. 22 nie zawarto, a powołanie na stanowisko Prezesa UKE osoby spoza grona wskazanego przez KRRiT stanowiło naruszenie art. 190 ustawy Prawo telekomunikacyjne.
Jeśli nie doszło do powołania konkretnej osoby na określone stanowisko (a więc do pełnienia funkcji organu) można mówić o braku możliwości działania w imieniu organu. Istnieje jedynie urząd rozumiany jako zespół kompetencji określonych przepisami. Możliwość wypełniania funkcji administracyjnych ma jednak wyłącznie organ, w tym przypadku Prezes UKE, powołany zgodnie z art. 190. Zatem, brak powołania tzw. piastuna organu w odpowiednim trybie powoduje, że organ regulacyjny nie może realizować swoich funkcji, w tym wydawać decyzji.
Stanowisko to zostało potwierdzone w kilku wyrokach Sądu Ochrony Konkurencji i Konsumentów i zanegowane w kilku innych, m.in. w wyroku SOKiK z dnia 21 marca 2007 r. (sygn. akt XVII AmT 31/06), który stwierdził iż „(…)ustawodawca przewidział dwa tryby powoływania Prezesa UKE – wtedy, gdy jest to pierwsze powołanie i wtedy gdy są to następne (kolejne) powołania.”

### Kontrowersje związane z rządowym projektem ustawy - Prawo komunikacji elektronicznej
21 maja do Sejmu wpłynął nowy rządowy projekt ustawy – Prawo Komunikacji Elektronicznej. Projekt ten określa procedury oraz nadaje nowe kompetencje m.in. prezesowi Urzędu Komunikacji Elektronicznej (UKE).
Zgodnie z projektem, Prezes UKE mógłby uzyskać szeroki dostęp do danych o abonentach, w tym do ich komunikatów elektronicznych oraz informacji o lokalizacji, bez konieczności uzyskania zgody sądu lub prokuratury. Krytycy projektu wyrażają obawy, że nowe uprawnienia mogą prowadzić do nadmiernej inwigilacji obywateli i ograniczania ich wolności. Podkreślają, że tak szerokie kompetencje prezesa UKE mogą skutkować nadmierną centralizacją władzy i kontroli nad sektorem telekomunikacyjnym.